# View (magazyn)
View był amerykańskim magazynem wydawanym w latach 1940–1947 przez Charlesa Henriego Forda, który odegrał istotną rolę w promowaniu sztuki surrealistycznej w Stanach Zjednoczonych.
Było to pierwsze nowojorskie surrealistyczne czasopismo, które zadebiutowało jako View: Through the Eyes of Poets (View: Oczami Poetów) – sześciostronicowy tabloid, który po pierwszej serii przekształcony został w magazyn View z charakterystycznymi okładkami, które tworzone były przez czołowych artystów awangardowych specjalnie na potrzeby poszczególnych wydań.
Edytowane przez poetę Charlesa Henriego Forda View przez siedem lat swojego istnienia miało na celu wypełnienie luki po europejskich periodykach awangardowych, które przerwała wojna.

## Historia i charakterystyka

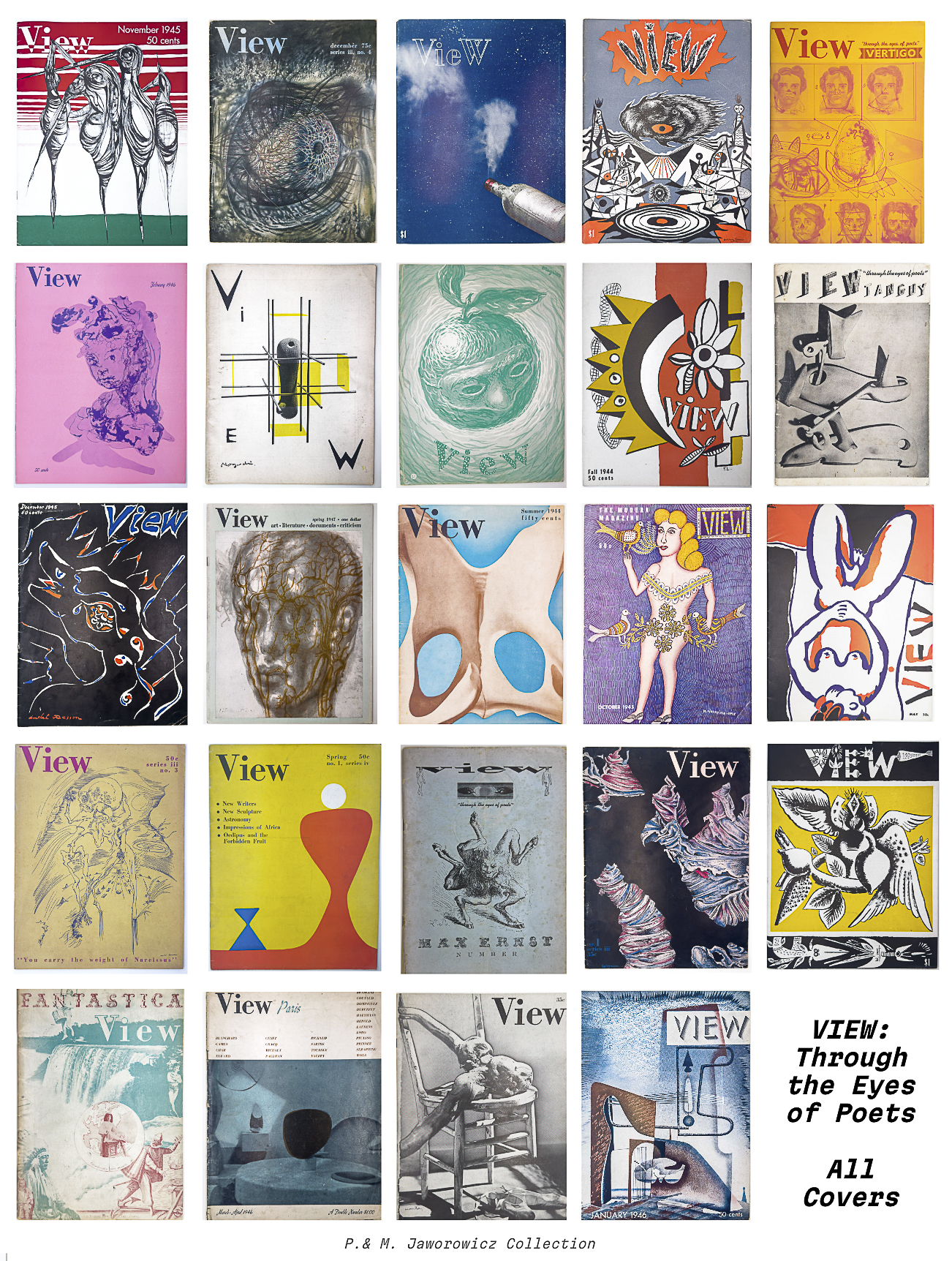
Wszystkie okładki magazynu View (seria II – VII). Egzemplarze z kolekcji P. i M. Jaworowicz.

View umiejscowiło się pomiędzy „małymi magazynami” a Minotaurem i szybko stało się najważniejszym amerykańskim surrealistycznym czasopismem lat 40. Po pierwszej serii (8 wydań) zmieniło też format z tabloidu na bardziej standardowy magazyn drukowany na lśniącym papierze z kolorowymi okładkami.
Okładki były zaprojektowane przez wybitnych europejskich i amerykańskich twórców surrealistycznych, takich jak m.in. Andre Masson, Man Ray, Kurt Seligmann i Marcel Duchamp, a także Alexander Calder, Fernand Léger i Georgia O’Keeffe. Grafiki były śmiałe i zdecydowanie wyróżniały się na tle innych amerykańskich czasopism. Czasami wspólne logo View (stosowane domyślnie w czcionce Bodoni) było projektowane przez artystę. Okładka Isamu Noguchiego z 1946 roku to doskonały przykład tej transformacji, gdzie litery View stały się elementami rzeźbiarskimi, czytającymi się po przekątnej i otaczającymi rzeźbę na środku okładki.

## Format magazynu
Zmiana formatu z tabloidu na standardowy magazyn drukowany na wysokiej jakości papierze z kolorowymi stronami zwiększyła koszty produkcji, które nie pokrywały całego nakładu, wynoszącego maksymalnie 3000 płatnych egzemplarzy w cenie od 35 centów do 1 dolara, w zależności od numeru. Aby utrzymać regularne kwartalne wydawanie, Ford zaakceptował stosunkowo drogie reklamy mody i perfum oraz książek, czasopism i innych wydarzeń kulturalnych. Zastępca redaktora, Parker Tyler, odpowiadał za typografię i projektowanie graficzne View, tworząc wyrafinowany wizerunek graficzny na równi z Minotaurem, a jednocześnie unikalny dla View.

## ZawartośćView
W View opowiadano historie związane z Dadą i przedstawiano kluczowych surrealistów Nowemu Jorkowi. Pierwszy amerykański wywiad z André Bretonem ukazał się właśnie tutaj. Całe numer pierwszy w 1942 poświęcony był Maxowi Ernstowi, z artykułem o nim autorstwa Bretona. Spektakularne wydanie pierwsze w 1945 przedstawiało Duchampa, kompletnie z układami zaprojektowanymi przez artystę – to było pierwsze monograficzne wydanie jego pracy.
View nie tylko promowało znanych artystów, ale także dawało głos młodym talentom. Publikowano w nim prace m.in. Henry’ego Millera, Marianne Moore, Williama Carlosa Williamsa, Alexandra Caldera, Morrisa Hirshfielda, Isamu Noguchiego, Isabelli Stewart Gardner i innych. Ponadto, czasopismo zawierało eseje i artykuły, które eksplorowały techniczne i koncepcyjne aspekty sztuki surrealistycznej oraz prezentowały analizy związane z jej kontekstem społecznym i kulturowym. Ford czuł się zobowiązany do wyrównania przepaści transatlantyckiej, przyciągając Amerykanów do kręgu surrealistycznego. W 1943 roku View było pionierem w publikowaniu najwcześniejszych „znalezionych kompozycji” Josepha Cornella („Kryształowa klatka: Portret Berenice”). Czasopismo otworzyło drzwi dla wschodzących amerykańskich pisarzy i artystów-pisarzy.
Morris Hirshfield, którego uwodząco szczegółowe i folkowe obrazy zostały odkryte przez Sidneya Janisa w latach trzydziestych, także był częścią społeczności View. Jego okładka z 1945 roku, przedstawiająca misternie wykonany portret sprytnie zawoalowanej nagiej postaci, była surrealistyczna w swojej niewinnej formie.

## Znaczenie i dziedzictwo
W View celebrowano artystę jako wizjonera i surrealizm jako źródło artystycznej ekscentryczności. Jednakże mimo swojego konfrontacyjnego stanowiska i debat na temat marksizmu, komunizmu i trockizmu prowadzonych w europejskich kręgach surrealistycznych, View nie propagowało działalności politycznej, ale raczej wspierało prawo do indywidualnej wolności artystycznej.

## Zakończenie publikacji
Pomimo swojego znaczenia dla surrealizmu, View nie było zaangażowane w ruch jako jednorodna grupa, będąc raczej narzędziem do popularyzacji awangardy. Mimo płatnej reklamy, zaprzestało publikacji w 1947 roku.

## Wszystkie wydaniaView[6]
SERIA 1 (format gazetowy)
- Tom I, nr 1, Wrzesień 1940, artykuł otwierający: Pavel Tchelitchew
- Tom I, nr 2, Październik 1940, artykuł otwierający: Hollywood w przebraniu
- Tom I, nr 3, Listopad 1940, artykuł otwierający: Nicolas Calas i Charles Henri Ford
- Tom I, nr 4-5, Grudzień-Styczeń 1941, artykuł otwierający: Kurt Seligmann
- Tom I, nr 6, Czerwiec 1941, artykuł otwierający: Salvador Dali
- Tom I, nr 7-8, Październik-Listopad 1941, artykuł otwierający: Andre Breton
- Tom I, nr 9-10, Grudzień-Styczeń 1942, artykuł: Pavel Tchelitchew
- Tom I, nr 11-12, Luty-Marzec 1942, artykuł otwierający: Polityka duchowa

SERIA 2 (format magazynu)
- Tom II, nr 1, Kwiecień 1942, okładka: Max Ernst
- Tom II, nr 2, Maj 1942, okładki Yves Tanguy i Pavel Tchelitchew
- Tom II, nr 3, Październik 1942 [Vertigo Issue] okładka: Hanani Meller
- Tom II, nr 4, Styczeń 1943 [Americana Fantastica] okładka: Joseph Cornell

SERIA 3 (format magazynu)
- Tom III, nr 1, Wiosna 1943, okładka: Kurt Seligmann
- Tom III, nr 2, Lato 1943, okładka: Man Ray
- Tom III, nr 3, Jesień 1943 [Narcissus Issue] okładka: Andre Masson
- Tom III, nr 4, Zima 1943, okładka, Pavel Tchelitchew

SERIA 4 (format magazynu)
- Tom IV, nr 1, Wiosna 1944, okładka: Alexander Calder
- Tom IV, nr 2, Lato 1944, okładka: Georgia O’Keefe
- Tom IV, nr 3, Jesień 1944, okładka: Fernand Leger
- Tom IV, nr 4, Grudzień 1944, okładka: Esteban Frances

SERIA 5 (format magazynu)
- Tom V, nr 1, Marzec 1945, okładka: Marcel Duchamp
- Tom V, nr 2, Maj 1945 [Tropical Americana Issue], okładka: Wilfredo Lam
- Tom V, nr 3, Październik 1945 [American Issue], okładka: Morris Hirshfield
- Tom V, nr 4, Listopad 1945, okładka: Leon Kelly
- Tom V, nr 5, Grudzień 1945, okładka: Andre Masson
- Tom V, nr 6, Styczeń 1946, okładka: John Tunnard

SERIA 6 (format magazynu)
- Tom VI, nr 1, Luty 1946 [View Italy], okładka: Leonor Fini
- Tom VI, nr 2-3, Marzec-Kwiecień 1946 [View Paris], okładka: Atelier Constantin vBrancusi
- Tom VI, nr 4, Maj 1946, okładka: Jean Hélion

SERIA 7 (format magazynu)
- Tom VII, nr 1, Jesień 1946, okładka: Isamu Noguci
- Tom VII, nr 2, Grudzień 1946 [Surrealism in Belgium], okładka: René Magritte
- Tom VII, nr 3, Wiosna 1947, okładka: Pavel Tchelitchew